# ماركو سواريس
ماركو باولو سيلفا سواريس (بالبرتغالية: Marco Paulo Silva Soares‏) (مواليد 16 يونيو 1984 في سيتوبال) لاعب كرة قدم من الرأس الأخضر دولي يجيد اللعب في خط الوسط . يلعب حاليا في نادي يونياو ليريا البرتغالي من 2007 ويحمل الجنسية البرتغالية .

## روابط خارجية
- ماركو سواريس على موقع الاتحاد الدولي (مؤرشف)  (الإنجليزية)
- ماركو سواريس على موقع قاعدة بيانات كرة القدم.إي يو (الإنجليزية)
- ماركو سواريس على موقع ناشيونال فوتبول تيمز (الإنجليزية)
- ماركو سواريس على موقع Soccerway.com (الإنجليزية)